# Janina Herget
Janina Herget z d. Juriewicz (ur. 15 marca 1904 w Bielsku Podlaskim, zm. 1 maja 1992 w Warszawie) – polska malarka, projektantka ceramiki oraz urzędniczka państwowa w instytucjach kultury i sztuki.

## Życiorys
Była córką kapitana Aleksandra Karola Jurewicza i Ludwiki z d. Żyźniewskiej. Rodzina i koledzy nazywali ją „Niną”.
Gimnazjum ukończyła w Warszawie. Na początku lat 20. XX w. pracowała jako biuralistka. 26 stycznia 1924 w stołecznym kościele Wszystkich Świętych wyszła za mąż za Henryka Hergeta – inżyniera, syna dawnego zarządcy dóbr Jabłonna. Małżonkowie mieszkali w Warszawie, ale wakacje spędzali w Jabłonnie, gdzie rodzina Hergetów miała dom przy ul. Parkowej. W 1925 poznała w Jabłonnie przebywających tam na plenerze malarskim studentów warszawskiej Szkoły Sztuk Pięknych (SSP) z pracowni Miłosza Kotarbińskiego. Spotkanie to wpłynęło na podjęcie przez nią decyzji dotyczącej wyboru przyszłego zajęcia.
W 1928 podjęła naukę w Miejskiej Szkole Sztuk Zdobniczych i Malarstwa, którą ukończyła w 1930. W tym samym roku rozpoczęła studia w SSP, przekształconej w 1932 w Akademię Sztuk Pięknych. Kształciła się pod kierunkiem Felicjana Kowarskiego i Tadeusza Pruszkowskiego. Dyplom uzyskała w 1935. W tym czasie wstąpiła do stowarzyszenia plastyków „Grupa Czwarta” oraz Bloku Zawodowych Artystów Plastyków. Brała udział w wystawach obu ugrupowań. Dużo podróżowała, m.in. do Francji, Włoch i Szwecji.
Uprawiała malarstwo olejne, akwarelowe i temperowe. Najchętniej tworzyła portrety, pejzaże i martwe natury – przeważnie kwiaty. Spod jej pędzla wyszły wizerunki marszałka Piłsudskiego dla poselstwa RP w Sztokholmie oraz św. Teresy dla kościoła Matki Bożej Królowej Polski w Jabłonnie. Uczestniczyła także w pracach dekoratorskich na transatlantykach MS „Piłsudski” i MS „Batory”. W 1939 wzięła udział w wystawie „Świat Kobiety”. Zorganizował ją Związek Pracy Obywatelskiej Kobiet pod patronatem prezydentowej Marii Mościckiej.
W okresie okupacji niemieckiej zaangażowała się w nauczanie konspiracyjne. Prowadziła tajne komplety w zakresie rysunku, malarstwa i historii sztuki.
Po zakończeniu II wojny światowej od 1945 do 1947 pracowała w Wydziale Kultury Stołecznej Rady Narodowej przy zabezpieczaniu zabytków Warszawy. W latach 1948–1951 była kierowniczką artystyczną ds. zdobienia porcelany w „Cepelii”. Projektowała ceramikę dla wytwórni w Wałbrzychu, Pruszkowie i Włocławku. W 1950 objęła funkcję doradczyni artystycznej w Dyrekcji Hoteli Miejskich. Równocześnie w latach 1949–1951 poszerzała wykształcenie, studiując konserwację malarstwa w ASP u prof. Bohdana Marconiego. Od 1950 do 1954 kierowała pracami sekcji malarstwa w stołecznej Pracowni Sztuk Plastycznych. W tym czasie przeprowadziła rekonstrukcję dekoracji ściennych w Zamku Ostrogskich w Warszawie i Pałacu w Wilanowie. Prowadziła również prace dekoracyjne na MDM-ie i Rynku Starego Miasta. Od 1954 do 1956 w Biurze Nadzoru Estetyki Produkcji Ministerstwa Przemysłu Lekkiego prowadziła nadzór nad projektowaniem i przystosowaniem starych wzorów porcelany do potrzeb ówczesnej produkcji.
W latach 1951 i 1965 wystawiała swoje prace w Galerii Narodowej „Zachęta”. Natomiast w 1961 wzięła udział w „Wystawie malarstwa” zorganizowanej przez Muzeum Narodowe w Warszawie.
Po śmierci spoczęła w grobie rodzinnym na stołecznych Starych Powązkach. Kwatera 155a-1-18.

## Wybrana twórczość

### Malarstwo
- Portret Hani z kwiatami
- Cynie w dzbanku
- Portret prof. Romana Kozłowskiego, 1951